# Toirdhealbhach Donn Ó Briain
Toirdhealbhach Donn Ó Briain (mort en 1528) est roi de Thomond de 1498 à sa mort.

## Règne
Toirdhealbhach Donn Ó Briain est le fils aîné de Tagdh an Chomhaid Ó Briain; il succède à son oncle Toirdhealbhach Óg Ó Briain mac Toirdhealbhach.
Le 18 août 1504, il soutient Ulick Fionn Burke seigneur de Clanricard contre Gerald FitzGerald à la Bataille de Knockdoe (en) mais ils sont vaincus. En 1510, il défait les forces de Gerald FitzGerald, qui avait envahi le Thomond avec une grande armée, at Moin na m-brathar, près de Limerick. Il meurt en 1528 et il a comme successeur son fils Conchobhar.

## Union et descendance[4]
Il épouse en premières noces, Joan, fille de Thomas Fitzmaurice 8e seigneur de Kerry dont il n'a pas d'enfant.

Puis en secondes noces Raghnailt (morte en 1486), fille de Seán Mac Conmara dont :
- Conchobhar
- Donnchadh (tanaiste) mort en 1531 ancêtre du sept de Ballyportry
- Murchadh Carrach
- Tadhg (tué en 1523, par un tir d'arme à feu à Ath-an-Chamais, sur la Rivière Suir, par Piers Butler, (8e comte d' Ormond) (en)
- Diarmaid
- Margaret (épouse Eoghan mac Tighearnain Óig Ó Ruairc  roi de Bréifne)
- Sláine (épouse Énri Óg mac Éinri Ó Neill, roi de Tir Éogain)
- Fionnuala (épouse Maghnus mac Aodha Duibh Ó Domhnaill, roi de Tir Chonaill)